# Rockstar (canción de Lisa)
«Rockstar» es una canción de la rapera y cantante tailandesa Lisa. Lanzada bajo las discográficas Lloud y RCA Records el 27 de junio de 2024, marca su primer lanzamiento en solitario en tres años y espera hasta el 2025 para regresar como grupo en BLACKPINK con las empresas YG Entertainment e Interscope Records.

## Antecedentes
En septiembre de 2021, Lisa lanzó su álbum debut Lalisa y sus sencillos «Lalisa» y «Money» bajo YG Entertainment con éxito comercial a nivel mundial. En diciembre de 2023, YG Entertainment confirmó que la rapera no renovó su contrato con el sello para sus actividades individuales. Lisa estableció su propia agencia de gestión de artistas llamada Lloud en febrero de 2024. Dos meses después, firmó con RCA Records, quien aceptó trabajar a la par de Lloud para lanzar música en solitario. «Rockstar» marca el primer lanzamiento de Lisa bajo Lloud y RCA Records desde su salida de YG Entertainment.

## Composición
«Rockstar» es descrita como una canción hip hop, caracterizada por su «ritmo tipo hyperpop» y su «psicodelia ciberpunk». También se señala que es «reminiscente del hip hop japonés de principios de los años combinado con el R&B moderno durante el puente». La canción incluye un sample de «New Person, Same Old Mistakes» de Tame Impala.La canción fue producida por Ryan Tedder y Sam Homaee; su letra fue escrita por Lisa, Brittany Amaradio, James Essien, Lucy Healey, Ryan Tedder y Sam Homaee.

## Lanzamiento y promoción
El 6 de junio de 2024, Lisa adelantó por primera vez nueva música en solitario al publicar un póster minimalista en redes sociales con el texto «Coming Soon: Lisa». Su sitio web oficial y el de Lloud también visualizaron el teaser. También inauguró una nueva cuenta de TikTok y publicó un vídeo titulado «Coming Soon» en el que ella baila a un «ritmo de sintetizador enérgico». Lisa publicó un segundo video en TikTok de ella posando para fotos en la playa mientras sonaba una pista instrumental titulada «Teaser», que presentaba una «percusión acelerada con sintetizadores intensos y distorsionados». Al final del vídeo, canta suavemente: «Baby, I'm a rockstar». El 18 de junio, Lloud anunció oficialmente el título de la canción, «Rockstar», y su fecha de lanzamiento el 27 de junio.

## Listado de canciones
- Descarga digital y streaming

1. «Rockstar» – 2:18
2. «Rockstar» (extendida) – 2:44
3. «Rockstar» (instrumental) – 2:13
4. «Rockstar» (acelerada) – 1:50
5. «Rockstar» (ralentizada) – 2:40

## Créditos y personal
Adaptado de los créditos de Melon y YouTube:
- Lisa – voz, letra, composición
- Ryan Tedder – producción, letra, composición
- Sam Homaee – producción, letra, composición
- Brittany Amaradio – letra, composición
- Lucy Healey – letra, composición
- James Essien – letra, composición
- Kuk Harrell – producción vocal
- Angelica Dorman – ingeniería vocal
- Serban Ghenea – mezcla
- Bryce Bordone – asistentencia técnica
- Randy Merrill – masterización